# Збагачувальна фабрика Пік
Збагачувальна фабрика Пік — підприємство гірничодобувної галузі на сході Австралії.
У 1991 році почалась повномасштабна розробка поліметалічного родовища Пік, продукція якого проходить через належну до нього збагачувальну фабрику. З 2000-го за кілька кілометрів північніше ввели в дію копальню Нью-Кобар, руда з якої також доправляється на майданчик фабрики Пік.
Проєктна потужність фабрики по руді становить 800 тисяч тонн на рік, а товарними продуктами є свинцевий, цинковий та мідний концентрати (тривалий час продукували свинцево-цинковий концентрат, проте після проведеної у 2020-му модернізації стало можливе його розділення). Також фабрика займається вилученням золота із випуском зливків сплаву Доре.
З 2024-го на збагачувальний майданчик Пік почала надходити продукція нового рудника Федерейшен, розташованого більш ніж за вісім десятків кілометрів). Її доправляють автопотягами та використовують для продукування цинкового (53 % цинку) та свинцево-мідного (50 % свинцю та 3 % міді) концентратів і золота. Планується, що Федерейшен буде постачати 260 тисяч тонн руди на рік.
Концентрати вивозять автотранспортом на розташовану за 95 км залізничну станцію, що доправляє їх до портів Сідней та Нюкасл.